# Мірі Бен-Арі
Мірі Бен-Арі (івр. מירי בן ארי, англ. Miri Ben-Ari; нар. 4 грудня 1978 Великий Тель-Авів) — ізраїльська скрипалька з єврейським та польським корінням, лауреатка численних «Греммі», громадська діячка. Відома виступами у реп-проектах. Створила власний стиль музики, об'єднавши класичну музику, джаз, R&B та хіп-хоп. В даний час мешкає у США. Найвідоміший альбом музикантки, The Hip-Hop Violinist, вийшов 20 вересня 2005 року.
Її помітив та привів до світового шоу-бізу Wyclef Jean, учасник колишнього гурту "Fugees".
25 червня 2009 року відбувся виступ Мірі в TOYA STUDIOS у Лодзі. Це був її перший концерт, організований у Польщі.
Мірі Бен-Арі також відома соціальною діяльністю. Вона керує організацією «Gedenk» («Пам'ятаю»), що допомагає зрозуміти суспільству важливість знань про наслідки Голокосту. Бен-Арі удостоєна багатьох нагород за свою суспільну діяльність.
З'явилася як запрошена артистка на альбомі Армін ван Бюрена «Intense», в заголовній композиції.

## Дискографія

### Альбоми
- 1999: Sahara
- 2003: Temple of Beautiful
- 2004: Live at the Blue Note
- 2005: The Hip-Hop Violinist
- 2000:  "Song of the Promised Land"

### Сингли
| Рік  | Сингл                                                          | Позиція у чарті | Позиція у чарті | Позиція у чарті        | Позиція у чарті    | Альбом                      |
| Рік  | Сингл                                                          | U.S. Hot 100    | U.S. R&B        | U.S. R&B Singles Sales | U.S. Singles Sales | Альбом                      |
| ---- | -------------------------------------------------------------- | --------------- | --------------- | ---------------------- | ------------------ | --------------------------- |
| 2005 | "Run This City" (Clinton Sparks feat. P. Diddy & Miri Ben-Ari) | —               | 107             | —                      | —                  | The Pulling Strings Mixtape |
| 2005 | "Sunshine to the Rain" (feat. Scarface and Anthony Hamilton)   | —               | —               | —                      | —                  | The Hip-Hop Violinist       |
| 2005 | "We Gonna Win" (feat. Styles P)                                | —               | —               | —                      | —                  | The Hip-Hop Violinist       |
| 2006 | "Symphony of Brotherhood"                                      | —               | 77              | 2                      | 15                 | —                           |